# Clamecy (Nièvre)
Clamecy település Franciaországban, Nièvre megyében. Lakosainak száma 3597 fő (2022. január 1.). Clamecy Surgy, Pousseaux, Armes, Chevroches, Villiers-sur-Yonne, Rix, Breugnon, Oisy, Andryes és Lichères-sur-Yonne községekkel határos.

## Népesség
A település népességének változása:
| Lakosok száma | 3993 | 3867 | 4094 | 3759 | 3674 | 3590 | 3594 | 3593 | 3597 |
|               | 2013 | 2015 | 2016 | 2017 | 2018 | 2019 | 2020 | 2021 | 2022 |